# 柯逢時
柯逢時（1845年—1912年），字懋修，號遜庵、巽菴、巽庵、翼庵、欽臣，湖北省武昌府武昌縣（今湖北省鄂城縣）人，清朝政治人物、進士出身。
道光二十五年（1845年）六月八日生。同治九年，鄉試中舉；光緒九年，登進士，改庶吉士。光緒十二年，任翰林院編修。光緒十四年，任陝西學政。光緒十八年，任國史館協修官、會典館協修官。光緒十九年，升任會典館繪圖處幫總纂官、山東鄉試副考官。光緒二十年，任教習庶吉士、兩淮鹽運使。光緒二十六年，升任江西按察使。次年，升任湖南布政使、江西布政使。后護理江西巡撫。光緒二十九年，任廣西巡撫。光緒三十年，任貴州巡撫，光緒三十一年，任戶部右侍郎。光緒三十二年，任廣西巡撫、統稅大臣。光緒三十四年，任浙江巡撫，以督辦土藥統稅大臣兼。其還擔任湖北商辦鐵路公司名譽總理、武昌保安社社長。
壬子年（1912年）五月二十八日，於漢口病逝。